# Кайрактинский горно-металлургический комбинат
Кайракти́нский горно-металлургический комбинат, ранее Кайрактинский вольфрамо-никелевый комбинат (каз. Қайрақты кен-металлургия комбинаты) — советское и казахстанское предприятие цветной металлургии. Располагался в поселке Кайракты Шетском районе Карагандинской (ранее Джезказганской) области.
Основан в 1986 году в целях использования месторождений Большие Кайракты и Северный Катпар. С 1992 года в Северном Катпаре производится триокись вольфрама. Объём горной массы в месторождении составляет 34,7 миллиона тонн, из них вольфрама — 0,234 %, молибдена — 0,042 %, висмута — 0,15 %, меди — 0,16 %. Также используются руды Житикарского месторождения.